# Jean Calvé
Jean Calvé (Cormeilles-en-Parisis, 30 april 1984) is een Franse voetballer. Hij is een verdediger en staat momenteel onder contract bij Oud-Heverlee Leuven.

## Carrière
Jean Calvé werd in 1984 geboren in Cormeilles-en-Parisis. Hij werd drie jaar opgeleid in het voetbalinstituut INF Clairefontaine alvorens de overstap te maken naar de jeugdacademie van FC Sochaux. Bij die club maakte hij in het seizoen 2005/06 zijn officieel debuut in de Ligue 1. In de zomer van 2006 tekende de jonge vleugelverdediger bij Le Mans. Hij speelde er twee jaar en groeide in zijn tweede seizoen uit tot een vaste waarde, waardoor hij op de interesse kon rekenen van verscheidene Franse, Engelse en Italiaanse clubs. Zo onderhandelde hij een tijdje met Lazio Roma.
Uiteindelijk besloot Calvé in Frankrijk te blijven. Hij verhuisde in juni 2008 naar AS Nancy, waar hij een contract voor vier seizoenen tekende en de opvolger van Mickaël Chrétien moest worden. Maar rechtsachter Chrétien besloot in extremis in Nancy te blijven, waardoor Calvé al na twee maanden wilde vertrekken. Er was interesse van Olympique Marseille en Racing Santander, maar op aandringen van trainer Pablo Correa kwam er geen transfer. De coach probeerde het probleem op te lossen door Chrétien naar het middenveld te verhuizen, maar desondanks kon Calvé niet doorbreken op de positie van rechtsachter. Tijdens de winterstop werd hij uitgeleend aan FC Lorient.
Na het seizoen kon Calvé terugkeren naar Le Mans en was er ook sprake van een transfer naar het Griekse Kavala. Nancy besloot om hem niet te verkopen hoewel coach Correa niet langer op hem rekende. In oktober 2009 werd hij tot einde van het seizoen uitgeleend aan Grenoble Foot. Een jaar later werd hij verhuurd aan de Engelse tweedeklasser Sheffield United.
In 2011 keerde de verdediger terug naar Nancy, waar inmiddels Jean Fernandez coach was geworden. Onder de nieuwe trainer kreeg hij opnieuw enkele speelkansen. Zo bezorgde hij zijn team de zege tegen Paris Saint-Germain door in het Parc des Princes het enige doelpunt van de wedstrijd te scoren. Toen Fernandez van een 5-4-1-formatie overschakelde naar een 4-3-3 viel Calvé opnieuw uit het elftal.
In de zomer van 2012 tekende de transfervrije Calvé een contract bij tweedeklasser SM Caen. Hij groeide er uit tot een titularis en promoveerde in 2014 naar de hoogste divisie. Van de drie promovendi (Caen, Metz en Lens) was Caen de enige club die in het seizoen 2014/15 boven de degradatiezone wist te eindigen. Desondanks werd zijn contract na het seizoen niet verlengd.
In december 2015 sloot Calvé zich aan bij Oud-Heverlee Leuven.

## Statistieken
| Seizoen | Club                | Land               | Competitie         | Competitie | Competitie | Beker | Beker | Ligabeker | Ligabeker | Europees | Europees | Totaal | Totaal |
| Seizoen | Club                | Land               | Competitie         | Wed.       | Dlp.       | Wed.  | Dlp.  | Wed.      | Dlp.      | Wed.     | Dlp.     | Wed.   | Dlp.   |
| ------- | ------------------- | ------------------ | ------------------ | ---------- | ---------- | ----- | ----- | --------- | --------- | -------- | -------- | ------ | ------ |
| 2005/06 | FC Sochaux          | Vlag van Frankrijk | Ligue 1            | 17         | 0          | 2     | 0     | 1         | 0         | —        | —        | 20     | 0      |
| 2006/07 | Le Mans             | Vlag van Frankrijk | Ligue 1            | 20         | 0          | 1     | 0     | 2         | 0         | —        | —        | 23     | 0      |
| 2007/08 | Le Mans             | Vlag van Frankrijk | Ligue 1            | 34         | 0          | 2     | 0     | 3         | 0         | —        | —        | 39     | 0      |
| 2008/09 | AS Nancy            | Vlag van Frankrijk | Ligue 1            | 10         | 0          | 0     | 0     | 1         | 0         | 3        | 0        | 14     | 0      |
| 2008/09 | → FC Lorient        | Vlag van Frankrijk | Ligue 1            | 9          | 0          | 1     | 0     | 0         | 0         | —        | —        | 10     | 0      |
| 2009/10 | → Grenoble Foot     | Vlag van Frankrijk | Ligue 1            | 24         | 0          | 2     | 0     | 0         | 0         | —        | —        | 26     | 0      |
| 2010/11 | → Sheffield United  | Vlag van Engeland  | The Championship   | 18         | 1          | 0     | 0     | 0         | 0         | —        | —        | 18     | 1      |
| 2011/12 | AS Nancy            | Vlag van Frankrijk | Ligue 1            | 8          | 1          | 0     | 0     | 0         | 0         | —        | —        | 8      | 1      |
| 2012/13 | SM Caen             | Vlag van Frankrijk | Ligue 2            | 37         | 2          | 3     | 0     | 2         | 0         | —        | —        | 42     | 2      |
| 2013/14 | SM Caen             | Vlag van Frankrijk | Ligue 2            | 32         | 1          | 4     | 0     | 0         | 0         | —        | —        | 36     | 1      |
| 2014/15 | SM Caen             | Vlag van Frankrijk | Ligue 1            | 16         | 2          | 0     | 0     | 2         | 0         | —        | —        | 18     | 2      |
| 2015/16 | Oud-Heverlee Leuven | Vlag van België    | Jupiler Pro League | 0          | 0          | 0     | 0     | —         | —         | —        | —        | 0      | 0      |
| TOTAAL  | TOTAAL              | TOTAAL             | TOTAAL             | 225        | 7          | 15    | 0     | 11        | 0         | 3        | 0        | 254    | 7      |

1 Leysen ·
3 Shlomo ·
5 Ngawa ·
6 Dom ·
7 Thorsteinsson ·
8 Schrijvers ·
9 Brunes ·
10 Holzhauser ·
11 Banzuzi ·
13 Kiyine ·
14 Ricca ·
15 N'Dri ·
16 Prévot ·
17 Mueanta ·
18 Miguel ·
20 Mendyl ·
21 Opoku ·
22 Calut ·
23 Schingtienne ·
28 Pletinckx ·
33 Maertens  ·
37 Taildeman ·
38 Ravet ·
43 Nsingi ·
52 Sagrado ·
77 Vlietinck ·
88 Maziz ·
Coach: García